# Hamish Gray
James Hector Northey « Hamish » Gray (28 juin 1927 - 14 mars 2006) est un homme politique conservateur écossais et pair à vie.

## Biographie
Gray est né à Inverness et fait ses études à l'Inverness Royal Academy. Son père possède une entreprise de couverture à Inverness. Il est officier dans le Queen's Own Cameron Highlanders en 1945 et sert en Inde, pendant la partition. Il épouse Judith Waite Brydon en 1953 et ils ont deux fils et une fille.
Il est élu en tant que membre indépendant du Conseil Inverness en 1965 et à l'élection générale 1970, il est élu comme député conservateur et unioniste pour Ross et Cromarty. Il est nommé au bureau des whips en 1971 et est porte-parole de l'énergie au premier rang (1975-1979). Au retour des conservateurs au gouvernement en 1979, il est nommé ministre d'État à l'Énergie sous David Howell, où il reste jusqu'aux élections générales de 1983, lorsqu'il est battu dans la nouvelle circonscription de Ross, Cromarty et Skye par le candidat du SDP Charles Kennedy.
Il est nommé pair à vie en 1983, prenant le titre de baron Gray de Contin, de Contin, dans le district de Ross et Cromarty et est ministre d'État pour l'Écosse de 1983 à 1986.
Il est lieutenant adjoint (1989), Vice Lord Lieutenant (1994) et Lord Lieutenant (1996-2002) à Inverness.
Il est décédé le 14 mars 2006 dans un hôpital d'Inverness après une longue bataille contre le cancer.